# 石田梅岩

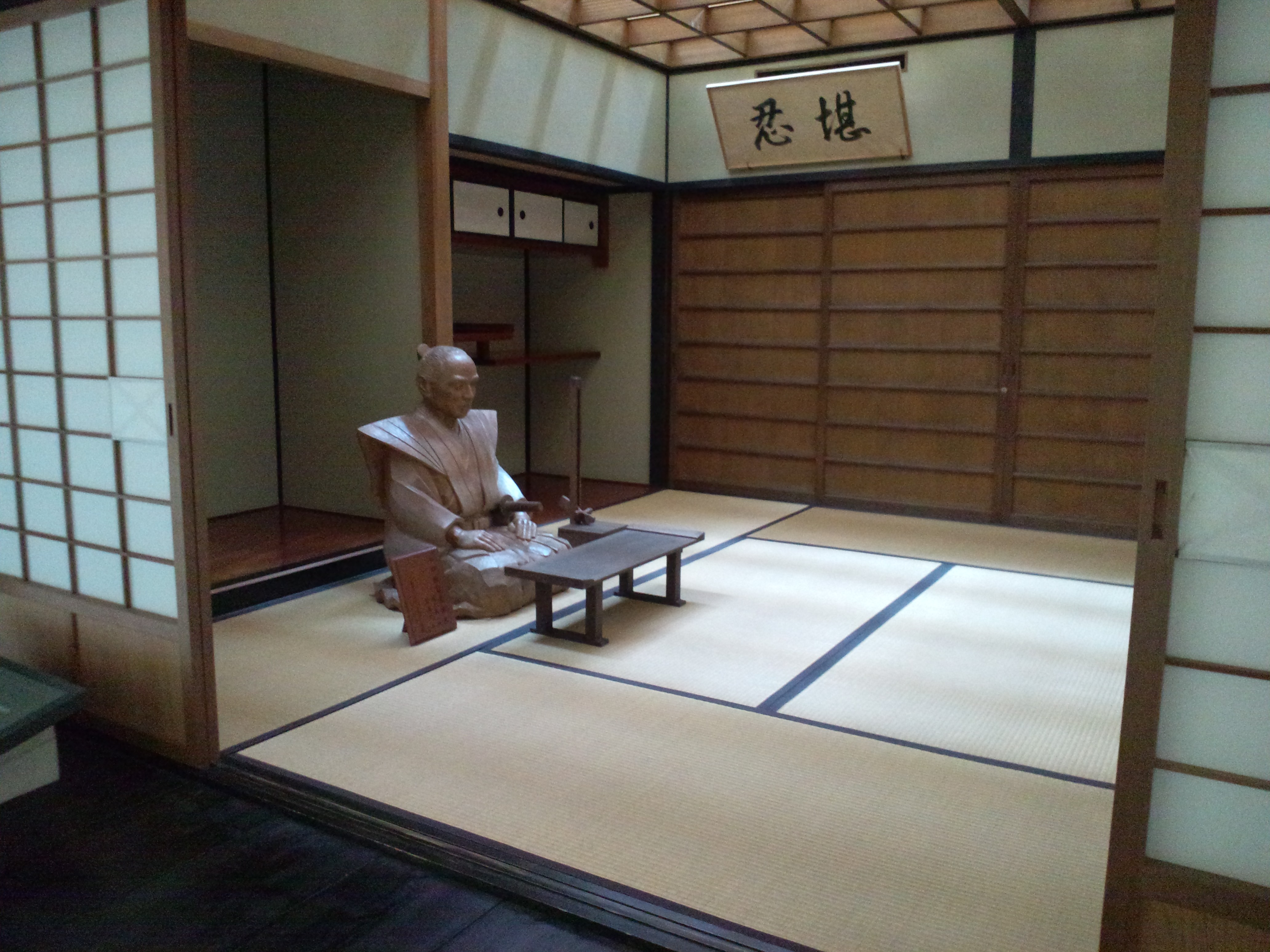
梅岩塾の様子（ガレリアかめおか・京都府亀岡市）

石田 梅岩（いしだ ばいがん、旧字体：石田 梅󠄀岩、貞享2年9月15日（1685年10月12日） - 延享元年9月24日（1744年10月29日））は江戸時代の思想家、倫理学者。石門心学の開祖。諱は興長。通称、勘平。丹波国生まれ。小栗了雲門下。

## 略歴
丹波国桑田郡東懸村（現：京都府亀岡市東別院）に、父石田権右衛門、母たねの次男として生まれる。1692年、8歳で京都の商家に丁稚奉公し、7ヶ月ほどで故郷に戻ったが、1707年には再び奉公に出て商家の黒柳家で働く。1724年ごろ、石門心学と呼ばれる独自の哲学を樹立し、1727年には黒柳家を辞し、1729年（享保14年）45歳で自宅に講席を設け、生涯を布教に努めた。梅岩の講義は受講に際して紹介が一切不要、かつ性別も問わない無料の講座であった。
梅岩の思想の要諦は、「心を尽くして性を知る」、すなわち人間を真の人間たらしめる「性」を「あるがまま」の姿において把握し、「あるべきよう」の行動規範を求めようとする点にある。この点において、武士も庶民も異なるところはなく、士農工商の身分は人間価値による差別ではなく、職分や職域の相違に過ぎないとする。梅岩自身は自らを儒者と称し、その学問を「性学」と表現することもあったが、手島堵庵などの門弟たちによって「心学」の語が普及した。1744年、60歳で死去。東山鳥辺野の延年寺に埋葬される。
主な著書に『都鄙問答』『倹約斉家論』がある。大正6年（1917年）、正五位を追贈された。
梅岩の思想の根底にあったのは、宋学の流れを汲む天命論である。同様の思想で石田に先行する鈴木正三の職分仏行説が士農工商のうち商人の職分を巧く説明出来なかったのに対し、石田は長年の商家勤めから商業の本質を熟知しており、「商業の本質は交換の仲介業であり、その重要性は他の職分に何ら劣るものではない」という立場を打ち立てて、商人の支持を集めた。最盛期には、門人400名にのぼり、京都呉服商人の手島堵庵（1718年 - 1786年）をはじめ「松翁道話」を著した布施松翁（1725年 - 1784年）心学道話の最高峰とされる「鳩翁道話」の柴田鳩翁（1783年 - 1839年）このほかに・斎藤全門・大島有隣等優れた人材を輩出した。梅岩の死後は、手島堵庵らを中心に彼の築いた思想と組織が整えられ、「石田心学」が日本各地へと拡げられることとなった。
明治以降に心学の教えを引き継いだ実業家として知られた者に、野間清治らがいる。倹約の奨励や富の蓄積を天命の実現と見る考え方は、アメリカの社会学者ロバート・ニーリー・ベラーによってカルヴァン主義商業倫理の日本版とされ、日本の産業革命成功の原動力ともされた。
なお、「松下幸之助が石田梅岩に傾倒した」という俗説があるが、松下政経塾で学んだ宇佐美泰一郎（株式会社ニューポート代表取締役）による詳細な調査によって、これは明確に否定されている。宇佐美によれば、松下が梅岩について発言したことは一度もなく、そもそも梅岩自体を「直接知らなかった」という。また、思想史学者の森田健司も「松下が石門心学に影響を受けたという事実を、私はまったく知りません。おそらく、梅岩の書を直接読んだことはないように思われます」と述べている。

## 石門心学の再評価
1970年代ごろからの環境問題への意識の高まりや、企業の不祥事が続く中、CSR（Corporate Social Responsibility＝企業の社会的責任）ということが欧米を中心に盛んに言われるようになったが、そのような背景の中で「二重の利を取り、甘き毒を喰ひ、自死するやうなこと多かるべし」「実の商人は、先も立、我も立つことを思うなり」と、実にシンプルな言葉でCSRの本質的な精神を表現した石田梅岩の思想は、近江商人の「三方よし」の思想と並んで、「日本のCSRの原点」として脚光を浴びている。その思想もやはり営利活動を否定せず、倫理というよりむしろ「ビジネスの持続的発展」の観点から、本業の中で社会的責任を果たしていくことを説いており、寄付や援助など本業以外での「社会貢献」を活動の中心とする欧米のCSRにはない特徴がある。
2011年（平成23年）には、梅岩の教えを広めるため、マスコット・キャラクター「しんがくん」が作られ、着ぐるみによるイベント出演や関連グッズ開発が行なわれている。

## 人物・人柄
- 生まれつき理屈者で、幼年のころより友に嫌われていたと語っており、そのため反骨心が強かったとされる[10]。
- 在野（民間研究者）上がりの学者である石田を無学で文字に疎いと批判した者に対し、「文字がなかった昔に、忠孝はなく、聖人はいなかったとでもいうのか。聖人の学問は行いを本とし、文字は枝葉なることを知るべし」といい、自ら徳に至る道を実行せず、ただ文字の瑣末にのみ拘泥しているのは「文字芸者という者なり」と痛烈に反論した[11]。
- 町人の遊芸には批判的であったが、「今にては、朋友の交わり（社交）も多く、謡・鼓・茶の湯なども心がけなくては、交わりは悪く候」と社交のための諸芸を認める発言はしている[12]。
- 武家を「農工商の頭」として、封建制に関しては是認したが、「下々に生まるればとて人に変わりのあるべきや」と述べ、庶民間では互いに対等であると主張し、さらに（政治上ではなく）社会的な職人上では武家も商人も対等であるとした[13]。

## 関連施設
現在、京都府亀岡市の道の駅ガレリアかめおか内に石田梅岩記念施設「梅岩塾」が併設されている。
座像は大阪府堺市堺区の菅原神社、橋上駅に改築された出身地のJR亀岡駅の改札前、出身地である京都府亀岡市東別院町にある亀岡市立東別院小学校に置かれている。
京都府亀岡市東別院の出身地周辺が「梅岩の里」として生誕地整備事業が行われており、記念館などが2024年頃までに建設される予定となっている。

## 短歌
慈悲まこと 正直も皆 我身より 現はれ出る 光ぞと知る—道歌、『今昔秀歌百撰』 55 井上雅夫撰

## 著作
- 『都鄙問答』(1739年)
- 『倹約斉家論』(1744年) - 農本思想に対して商人の正当性を訴え、四民平等を主張した[14]。